# Arnold Halder
Arnold Halder (* 30. November 1812 in St. Gallen; † 23. April 1888 ebenda, reformiert, heimatberechtigt in St. Gallen) war ein Schweizer Kaufmann, Heimat- und Lieddichter.

## Leben
Arnold Halder wurde am 30. November 1812 als Sohn des Kaufmanns Daniel Halder in St. Gallen geboren. Halder arbeitete zunächst von 1832 bis 1833 als Kaufmann in New York, anschliessend lebte er wieder in St. Gallen, wo er verschiedene Ämter bekleidete. Nach dem geschäftlichen Ruin seiner Unternehmen verdiente Halder in den Jahren 1858 bis 1878 seinen Lebensunterhalt als Buchhalter in Unterseen. Im Jahr 1884 kehrte er nach St. Gallen zurück. Dort war Arnold Halder wie auch im Berner Oberland  als Mittelpunkt geselliger musikalischer und literarischer Bestrebungen geschätzt.
Arnold Halder, der 1837 Maria Susanna, die Tochter des Johann Jakob Schwander, heiratete, verstarb am 23. April 1888 im 76. Lebensjahr in St. Gallen.

## Literarisches Wirken
Arnold Halder trat als Verfasser von Gedichten in St. Galler und Appenzeller Mundart sowie in Schriftsprache, von ungedruckten Dialektlustspielen, von Wanderbeschreibungen und mit der Erzählung „Die Stiefelchen, oder Was sich in Interlaken Alles treffen kann“ herausgegeben 1884 in Erscheinung.
Mit seinem Werk trug er zur Bekanntheit des Berner Oberlandes als Touristenregion bei.

## Weitere Werke (Auswahl)
- Kleine poetische Versuche, 1836, 2.1854, 3.1884; Gedichte
- Vergissmeinicht, 1838; Gedicht
- Bergluft, 1869; Wanderbeschreibung